# La Rial Academia de la Lengua Fraylescana
La Rial Academia de la Lengua Fraylescana, A.C. fundada en 1993, es una organización cultural orientada al rescate, difusión, documentación y conservación del  fraylescano o Lengua fraylescana, hablado en el centro de Chiapas, en particular en la región de la fraylesca; así como también de la recopilación de dichos, anécdotas, historias y cuentos, a través de conversatorios, talleres, foros, publicaciones, conferencias y otras actividades. Su sede se encuentra en la ciudad de Villaflores, Chiapas, México.
Desde su creación la Rial Academia de la Lengua Fraylescana ha instrumentando diversas actividades para promover y fomentar la cultura en general, particularmente de la propia región de la Frailesca, entre las que destacan las publicaciones de diversas ediciones del Diccionario de la Rial Academia de la Lengua Fraylescana y sus agendas correspondientes, programas de radio y televisión, festivales y eventos culturales dentro y fuera de Chiapas.
A partir de las gestiones realizadas en el 2005 por la Asociación Civil de la Rial Academia de la Lengua Fraylescana Asociación Civil, se creó el Centro Cultural Fraylescano, orientado a la difusión de la lengua y expresiones culturales de esa región.
Durante sus más de treinta años de vida cultural. Este movimiento integrado por diversas actores de diferentes profesiones y oficios. Ha logrado rescatar información valiosa de la historia local y regional. El impacto de su aparición en la década de los noventa del siglo pasado, fue un acontecimiento inédito en el registro de la literatura Chiapaneca. El primer diccionario de la Rial Academia de la Lengua Fraylescana auspiciado por la Universidad Autónoma de Chiapas e ilustrado por el prestigiado pintor Manuel Suasnavar fue el punto de partida para posteriores ediciones que se agotaron tan pronto como salían a la circulación.
La producción editorial de la Rial provocó un cambio en la forma que se hacían las presentaciones de los libros en la entidad. Fue un suceso que para la presentación del primer diccionario se reunieran más de un medio millar de personas. Hoy este evento cultural reúne cada año a un innumerable grupo de personas que acuden a la tradicional comida de la Rial Academia en el domo que se encuentra en las instalaciones del Edificio sede de la Rial Academia de la Lengua Fraylescana.
En la Rial Galeria que se encuentra en el edificio de la organización se han desarrollado sendas exposiciones, dentro de las destacan las del propio César Corzo Espinosa(+) que en su honor ahora lleva su nombre ese espacio, Manuel Suasnavar, Akio Hanafuji, Patricia Mota, Masha Zepeda, Arcadio Acevedo, Arnulfo Saldaña, Velázquez y en este año 2024 el maestro Abel Miranda.
El sello medular de la aceptación de este movimiento, que mantuvo en la televisión estatal por más de una década un programa denominado la Rial Palabra, fue amalgamar el sentido del humor con el sentido de pertenencia. La cultura de la nostalgia y el rialismo mágico.

## Origen de los vocablos recabados
Los términos, frases, y anécdotas recabados, representan una obra colectiva en la que resulta difícil precisar la autoría, pues en cada uno de estos han participado dos, tres o más autores, de esta manera el acervo lingüístico se ha ido enriqueciendo a través de los aportes de una participación colectiva, para conocimiento de futuras generaciones, dando como resultado un diccionario de la Lengua. Fraylescana.

## Algunas definiciones
Abilocado. Entre loco y totoreco (Véase totoreco).

Abusivez. Conducta típica de un cochi trompudo o de un chiturí (Véase chiturí).

Achigual. f. (Col.) Bebida de moderación pa’l cochi. (VF.) << cochi es una voz nahuatl que significa dormido o dormilón, aplicada por los indígenas a estos animales introducidos por los españoles durante la conquista y que se levantaban sólo a bebé achigual >>.

Acoquinado. Sinónimo de desbarajustado. Achentillado.

Bolenco. Medio bolón casi siempre. Bolo de baja denominación.

Bolera. Borrachera.

Cabal. Completo, honrado, íntegro (igualito que Carlos). Que está completo o sea que no debés esperá cambio.

Cacabola. Sobrenombre reversible de ilustre boxeador regional, que al bajar noqueado le gritaban se apodó al revés.

Cacashte. Ingeniosa trampa prehispánica construida con caña’e maíz, pa’garra paloma.

Cachundear. Masaje suave o violento p’aenamorá en el cine o en cualquier escurana.

Colocha. (o) De pelo chino o ensortijado. Menos crespo que piquinqui.

Danta. (tapir). Herbívoro, gordo y penco. Nombre muy bueno para acomodarlo de apodo (iday vos fachota de danta).

Dejalo’sta. Expresión muy utilizada equivalente al let it be de Inglaterra.

Desguachipado. Dicese del aspecto que presentan los velíz o las cajita cuando llegás a México en la Colón. Mal fajado, con la ropa en desorden.

Diacomis. Fase previa a quitarle las canicas a los que no sabían jugá.

Embelequero. Un salido gritón al estilo del Chiclanazo. Porrista que sirve p’a echá jule. Dícese del que siempre está donde hay arguende o molote (véase molote).

Encuachado. Arremachado, encuatado, son cuachi los tres como los Cuesy.

Enjabonada. Regañada con exhibida es decir en público. Lo contrario de un champú de cariño.

Entreverado. Entre azul y buenas noches. Fórmula ecléctica frailescana cuando nos mandaban a comprá carne. Estrategia de alianza política. Técnica de ingeniería electoral frailescana.

Estítico. Sabor agarroso en lengua, paladar y amígdalas. Clásico sabor del guinéo o la guayaba verde.

Flato. Sentimiento con tristeza. Situación de la persona cuando el culo y el corazón avisan.

Majagua. Corteza seca y aguada de la mata de plátano. Dícese de la postura de algunos bolo o bien de la sensación en las piernas después de tomá taberna (Sus pata parecían majuada).

Majar. Desgranar en amero (véase amero). Cuando alguien le dan una garrotiada se dice: lo majaron a palo o a garrotazo.

Majiza. Golpiza patiza, garrotiada o una buena revolcada pué pa'que entendas.

Meco. Güero de rancho. Nada que ver con ciertos fluidos corporales, no pensés mal.

Ñudo. Más apretado que el nudo.

Pajuela. Correa de cuero crudo anudada al extremo de una vara corta, utilizada p’a que caminara el buey o el almuerzo (Pajuelazo) Golpe de pajuela, dícese de un efecto rápido y efectivo, por ejemplo un buen pajuelazo de posh.

Pichi. Niño que aún no camina, pero que ya está logradito y como jode. (Pichito) niño de pecho.

Vocablos extraídos del Diccionario de la Rial Academia de la Lengua Fraylescana.